# Nílson (football, 1965)
Pour les articles homonymes, voir Nilson.
Nílson Esidio Mora, dit Nílson (né le 19 novembre 1965 à Santa Rita do Passa Quatro, État de São Paulo), est un footballeur brésilien.

## Biographie

### Carrière en club
Surnommé Pirulito, Nílson a évolué dans 26 clubs différents durant ses 20 ans de carrière. Il a joué en tout 117 matchs et inscrit 44 buts dans le Brasileirão, compétition où il se distingue en 1988 avec l'Internacional (vice-champion et meilleur buteur avec 15 buts). Il s'expatrie en Espagne (Celta de Vigo) mais revient rapidement au Brésil, à Grêmio, où il marque 28 buts en 1990 (22 en Campeonato Gaúcho, 4 en championnat et 2 en Copa Libertadores) et a l'occasion de remporter la Supercoupe du Brésil.
Après de brefs passages sans grand relief dans plusieurs de clubs de son pays dans les années 1990 (notamment Flamengo et Fluminense en 1993), avec une parenthèse en Espagne en 1994 (Albacete et Real Valladolid), il s'expatrie au Mexique afin de jouer pour les Tigres UANL, équipe reléguée, qu'il contribue à faire remonter en première division en marquant 11 buts lors du Torneo Invierno 1996 dont il finit meilleur buteur.
Sa dernière expérience à l'étranger a lieu au Pérou, d'abord au Sporting Cristal, où il se distingue à nouveau en marquant 25 buts lors du Descentralizado 1998, total qui lui permet de terminer comme meilleur buteur et vice-champion du Pérou. Deux ans plus tard, on le retrouve à l'Universitario de Deportes, en compagnie de son cousin Eduardo Esidio, et remporte le championnat en 2000.

### Carrière en sélection
International brésilien de 1989 à 1992, il a disputé quatre matchs (aucun but marqué).

## Palmarès

### En club
Internacional
- Vice-Champion du Brésil en 1988.

 Grêmio
- Vainqueur de la Supercoupe du Brésil en 1990.
- Champion du Campeonato Gaúcho en 1990.

 Tigres UANL
- Champion du Mexique D2 en 1996 (Invierno) et 1997 (Verano).

 Sporting Cristal
- Vice-Champion du Pérou en 1998.

 Universitario de Deportes
- Champion du Pérou en 2000.

### Distinctions individuelles
- Meilleur buteur de la Serie A du Brésil en 1988 avec 15 buts (avec l'Internacional)[3].
- Meilleur buteur de la Liga de Ascenso du Mexique en 1996 (Invierno) avec 11 buts (avec les Tigres UANL)[4].
- Meilleur buteur de la Primera División du Pérou en 1998 avec 25 buts (avec le Sporting Cristal)[5].